# Pierre Duny-Pétré
Pierre Duny-Pétré, també anomenat Heguitoa o Piarres (Sant Joan de Peu de Port, 3 d'abril de 1914 - Sant Joan de Peu de Port, 24 de març de 2005) va ser un escriptor basc.
Va estudiar al Lycée de Bayonne i a la Université d'Aix-Marseille. Es va llicenciar en filosofia. Poc després, mentre estudiava a la Universitat de Tolosa, va obtenir el grau superior de Literatura espanyola. Acabada la guerra es va incorporar a l'administració francesa i hi va romandre fins a la seva jubilació. Va participar en la Resistència francesa a la Segona Guerra Mundial i, tot i que va ser detingut cinc vegades pels alemanys, va escapar també cinc vegades. Va estudiar Filosofia i lletres a Tolosa de Llenguadoc, a Occitània. Ha treballat a les revistes Herria, Gure Herria, Enbata, Gure Almanaka, Pan Pin i Euskalerriaren Adiskideak, entre d'altres. Va ser membre de l'Euskaltzaindia, la Reial Acadèmia de la Llengua Basca a partir de 1963.
A finals dels anys 80 va publicar, a l'Anuari d'Eusko Folklore (núm. 34 de 1987 i núm. 35 de 1988-1989), Xirula mirula, sobre els costums infantils a la Baixa Navarra, obra reeditada per al gran públic. Entre les seves obres hi ha recopilacions de contes i llegendes populars, com Ipuinak. Ahozko euskal literatura Garazin i una biografia del coronel Jean Pétré. La seva faceta poètica es va plasmar en una gran quantitat de poesies en euskara publicades a diverses revistes d'Euskal Herria. LLes seves obres principals han estat Garaziko hiri-nausi zaharrari (1961), Oi euskaldunak (1961), Etxe zaharra, Artaldia badoa, Manexen marrakak (els tres últims són poemes) i Garaziko solasak.